# Lekkoatletyka na Igrzyskach Panamerykańskich 1959
Lekkoatletyka na Igrzyskach Panamerykańskich 1959 – zawody lekkoatletyczne podczas igrzysk obu Ameryk odbywały się w Chicago.

## Rezultaty
| CR – rekord igrzysk \| NR – rekord kraju      |
| AR – rekord kontynentu \| PB – rekord życiowy |

### Mężczyźni
| Konkurencja:                  | 1. miejsce                                                                               | Rezultat  | 2. miejsce                                                                     | Rezultat  | 3. miejsce                                                                                      | Rezultat  |
| Bieg na 100 m                 | Ray Norton                                                                               | 10,3w     | Mike Agostini                                                                  | 10,4w     | Enrique Figuerola                                                                               | 10,5w     |
| Bieg na 200 m                 | Ray Norton                                                                               | 20,6w     | Lester Carney                                                                  | 21,1w     | Mike Agostini                                                                                   | 21,1w     |
| Bieg na 400 m                 | George Kerr                                                                              | 46,1      | Basil Ince                                                                     | 46,4      | Malcolm Spence                                                                                  | 46,6      |
| Bieg na 800 m                 | Tom Murphy                                                                               | 1:49,4    | George Kerr                                                                    | 1:49,4    | Tony Seth                                                                                       | 1:49,7    |
| Bieg na 1500 m                | Dyrol Burleson                                                                           | 3:49,1    | Jim Grelle                                                                     | 3:49,9    | Ed Moran                                                                                        | 3:50,1    |
| Bieg na 5000 m                | William Dellinger                                                                        | 14:28,4   | Osvaldo Suárez                                                                 | 14:28,6   | Doug Kyle                                                                                       | 14:33,0   |
| Bieg na 10 000 m              | Osvaldo Suárez                                                                           | 30:17,2   | Doug Kyle                                                                      | 30:18,0   | Bob Soth                                                                                        | 30:21,8   |
| Maraton                       | John J. Kelley                                                                           | 2:27:54,2 | Jim Green                                                                      | 2:32:16,9 | Gordon Dickson                                                                                  | 2:36:18,6 |
| Bieg na 110 m przez płotki    | Hayes Jones                                                                              | 13,6w     | Lee Calhoun                                                                    | 13,7w     | Elias Gilbert                                                                                   | 14,0w     |
| Bieg na 400 m przez płotki    | Josh Culbreath                                                                           | 51,2      | Dick Howard                                                                    | 51,3      | Clifton Cushman                                                                                 | 53,0      |
| Bieg na 3000 m z przeszkodami | Phil Coleman                                                                             | 8:56,4    | Deacon Jones                                                                   | 8:56,6    | Alfredo Tinoco                                                                                  | 8:58,0    |
| Sztafeta 4 × 100 m            | Stany Zjednoczone · Hayes Jones · Robert Poynter · William Woodhouse · Ray Norton        | 40,4      | Wenezuela · Emilio Romero · Lloyd Murad · Clive Bonas · Rafael Romero          | 41,1      | Federacja Indii Zachodnich · Clifton Bertrand · Mike Agostini · Wilton Jackson · Dennis Johnson | 41,6      |
| Sztafeta 4 × 400 m            | Federacja Indii Zachodnich · Malcolm Spence · Melville Spence · Basil Ince · George Kerr | 3:05,3    | Stany Zjednoczone · Eddie Southern · Josh Culbreath · Jack Yerman · Dave Mills | 3:05,8    | Portoryko · Ramón Vega · Jossué Cains · Iván Rodríguez · Frank Rivera                           | 3:12,4    |
| Skok wzwyż                    | Charles Dumas                                                                            | 2,10      | Bob Gardner                                                                    | 2,03      | Ernle Haisley                                                                                   | 2,00      |
| Skok o tyczce                 | Don Bragg                                                                                | 4,62      | Jim Graham                                                                     | 4,32      | Rolando Cruz                                                                                    | 4,32      |
| Skok w dal                    | Bo Roberson                                                                              | 7,97      | Greg Bell                                                                      | 7,60      | Lester Bird                                                                                     | 7,46      |
| Trójskok                      | Adhemar Ferreira da Silva                                                                | 15,90     | Herman Stokes                                                                  | 15,39     | Bill Sharpe                                                                                     | 15,25     |
| Pchnięcie kulą                | Parry O’Brien                                                                            | 19,04     | Dallas Long                                                                    | 18,51     | Dave Davis                                                                                      | 17,01     |
| Rzut dyskiem                  | Al Oerter                                                                                | 58,12     | Dick Cochran                                                                   | 54,44     | Parry O’Brien                                                                                   | 51,84     |
| Rzut młotem                   | Albert Hall                                                                              | 59,71     | Harold Connolly                                                                | 59,67     | Bob Backus                                                                                      | 59,55     |
| Rzut oszczepem                | Buster Quist                                                                             | 70,50     | Phil Conley                                                                    | 69,94     | Al Cantello                                                                                     | 69,82     |
| Dziesięciobój                 | Dave Edstrom                                                                             | 7254 pkt  | Phil Mulkey                                                                    | 6062 pkt  | George Stulac                                                                                   | 5989 pkt  |

### Kobiety
| Konkurencja:              | 1. miejsce                                                                              | Rezultat | 2. miejsce                                                            | Rezultat | 3. miejsce                                                                  | Rezultat |
| Bieg na 60 m              | Isabelle Daniels                                                                        | 7,4      | Carlota Gooden Barbara Jones                                          | 7,4      | –                                                                           | –        |
| Bieg na 100 m             | Lucinda Williams                                                                        | 12,1     | Wilma Rudolph                                                         | 12,3     | Carlota Gooden                                                              | 12,3     |
| Bieg na 200 m             | Lucinda Williams                                                                        | 24,2     | Isabelle Daniels                                                      | 24,8     | Sally McCallum                                                              | 25,1     |
| Bieg na 80 m przez płotki | Bertha Díaz                                                                             | 11,2     | Wanda dos Santos                                                      | 11,5     | Marian Munroe                                                               | 11,5     |
| Sztafeta 4 × 100 m        | Stany Zjednoczone · Isabelle Daniels · Barbara Jones · Lucinda Williams · Wilma Rudolph | 46,4     | Panama · Carlota Gooden · Jean Holmes · Marcela Daniel · Silvia Hunte | 48,2     | Kanada · Sally McCallum · Valerie Jerome · Heather Campbell · Maureen Rever | 48,5     |
| Skok wzwyż                | Ann Marie Flynn                                                                         | 1,61     | Renata Friedrichs Alice Whitty                                        | 1,50     | –                                                                           |          |
| Skok w dal                | Annie Smith                                                                             | 5,74     | Margaret Matthews                                                     | 5,73     | Willye White                                                                | 5,70     |
| Pchnięcie kulą            | Earlene Brown                                                                           | 14,68    | Sharon Shepherd                                                       | 13,48    | Wanda Wejzgrowicz                                                           | 13,10    |
| Rzut dyskiem              | Earlene Brown                                                                           | 49,31    | Pamela Kurrell                                                        | 42,19    | Marjorie Larney                                                             | 42,18    |
| Rzut oszczepem            | Marlene Ahrens                                                                          | 45,38    | Marjorie Larney                                                       | 43,65    | Amelia Wood                                                                 | 42,96    |

## Klasyfikacja medalowa
| Klasyfikacja medalowa | Klasyfikacja medalowa      | Klasyfikacja medalowa | Klasyfikacja medalowa | Klasyfikacja medalowa | Klasyfikacja medalowa |
| Miejsce               | państwo                    | Złoto                 | Srebro                | Brąz                  | Razem                 |
| --------------------- | -------------------------- | --------------------- | --------------------- | --------------------- | --------------------- |
| 1                     | Stany Zjednoczone          | 26                    | 23                    | 13                    | 62                    |
| 2                     | Federacja Indii Zachodnich | 2                     | 3                     | 5                     | 10                    |
| 3                     | Argentyna                  | 1                     | 1                     | 0                     | 2                     |
| 3                     | Brazylia                   | 1                     | 1                     | 0                     | 2                     |
| 3                     | Chile                      | 1                     | 1                     | 0                     | 2                     |
| 6                     | Kuba                       | 1                     | 0                     | 1                     | 2                     |
| 7                     | Kanada                     | 0                     | 2                     | 2                     | 8                     |
| 8                     | Panama                     | 0                     | 2                     | 1                     | 3                     |
| 9                     | Wenezuela                  | 0                     | 1                     | 0                     | 1                     |
| 10                    | Portoryko                  | 0                     | 0                     | 2                     | 2                     |
| 11                    | Gujana Brytyjska           | 0                     | 0                     | 1                     | 1                     |
| 11                    | Meksyk                     | 0                     | 0                     | 1                     | 1                     |
| Razem                 | Razem                      | 32                    | 33                    | 31                    | 96                    |